# Frans Duijts
Frans Duijts (Tiel, 10 mei 1979) is een Nederlandse zanger. Naast zijn solocarrière is Duijts sinds 2017 onderdeel van de zangformatie Echte Vrienden.

## Biografie

### Muziek
Duijts begon zijn zangcarrière als imitator van André Hazes. In 2008 scoorde hij zijn eerste echte hit met het liedje Jij denkt maar dat jij alles mag van mij, een door Pierre Kartner geschreven nummer waarvan het origineel in 1985 werd opgenomen door de Vlaamse zangeres Marleen. Deze single stond een half jaar genoteerd in de Single Top 100 en werd in 2009 uitgeroepen tot de meest gedraaide Nederpophit in de horeca. Door dit succes besloot Duijts zich te gaan richten op een eigen zangcarrière.
De populariteit van Duijts steeg snel. Zijn eerste album, Zo ben ik mezelf, stond twee jaar lang in de Album Top 100 en ondertussen scoorde hij een hele reeks hits in de Single Top 100, waaronder Komt er voor mij dan ook 'n dag, Lieveling, Ik mis je, Altijd te laat naar bed en Lach en leef je dromen. In 2011 scoorde hij met Morgen is pas morgen zijn eerste nummer 1-hit in de Single Top 100.
In maart 2012 bereikte zijn album Alles met je delen de koppositie van de Album Top 100. Tegelijk brak hij ook door in Vlaanderen, waar dit album een half jaar genoteerd stond in de Ultratop 200. Hij trad datzelfde jaar onder meer op tijdens het Schlagerfestival in Hasselt.
In 2014 was Duijts de eerste winnaar van de Edison in de categorie Volksmuziek. Anderhalf jaar later bracht hij een verzamelalbum uit. In de herfst van 2016 verscheen de cd Tijdloos.

### Televisie
In 2010 en 2015 was Duijts deelnemer aan het muzikale televisieprogramma De beste zangers van Nederland. Vanaf het voorjaar van 2017 was hij ook te zien in 3Man Sterk, een televisieprogramma van de AVROTROS met de zangers Frans Duijts, Peter Beense en Django Wagner als hoofdpersonen. De drie volkszangers draaiden wekelijks een dag mee bij een bedrijf dat op zoek was naar werknemers. Vanwege de positieve reacties op dit programma besloten de drie heren een paar maanden later definitief een zangformatie te vormen, onder de naam Echte Vrienden.
In 2018 presenteerde Duijts het televisieprogramma Maatjes gezocht bij Omroep Gelderland. In datzelfde jaar deed hij mee aan het televisieprogramma Een goed stel hersens. Vanaf 2019 is hij de vaste huisartiest in de talkshow Café Hendriks en Genee op Veronica. In 2019 was hij ook te zien in een aflevering van de dramaserie Het geheime dagboek van Hendrik Groen. In april 2022 was Duijts samen met Wolter Kroes te zien in het SBS6-programma Code van Coppens: De wraak van de Belgen.
In 2022 deed Duijts mee aan het online-televisieprogramma Het Jachtseizoen van StukTV, waarin hij na 3 uur en 12 minuten werd gepakt. In datzelfde jaar deed Duijts mee aan het televisieprogramma Waku Waku en was hij te zien als gastpanellid in het televisieprogramma I Can See Your Voice. Ook deed hij in 2022 mee aan het televisieprogramma Onmogelijke duetten. In 2023 was Duijts te zien als drag in het televisieprogramma Make Up Your Mind. Ook was Duijts in 2023 te zien als secret singer in het televisieprogramma Secret Duets. 
In 2024 deed Duijts mee aan het televisieprogramma Moordfeest, waarin hij degene was die ‘vermoord’ werd. In datzelfde jaar deed hij mee aan het televisieprogramma Oh, wat een jaar! Ook deed Duijts in 2024 samen met Marco Schuitmaker mee aan het televisieprogramma de Top 4000 Muziekquiz. In 2025 deed hij samen met Stephanie van Eer mee aan het televisieprogramma That's My Jam.

### Personalia
Duijts is getrouwd en heeft samen met zijn vrouw drie dochters. Naast zijn zangcarrière was hij ook werkzaam in het familiebedrijf Duijts Sloopwerken in Tiel. Na het overlijden van zijn vader heeft Duijts besloten om het sloopbedrijf van zijn vader op te laten doeken. Het bedrijf werd opgeheven en de grond werd verkocht. De sloop en de sanering werden in 2022 uitgevoerd. 

## Discografie

### Albums
| Album met eventuele hitnotering(en) in de Nederlandse Album Top 100 | Datum van verschijnen | Datum van binnenkomst | Hoogste positie | Aantal weken | Opmerkingen                 |
| ------------------------------------------------------------------- | --------------------- | --------------------- | --------------- | ------------ | --------------------------- |
| Zo ben ik mezelf                                                    | 03-08-2008            | 04-10-2008            | 7               | 104          | Goud                        |
| Denken dat je alles mag...                                          | 30-05-2009            | 06-06-2009            | 39              | 15           |                             |
| Leef je droom                                                       | 19-02-2010            | 27-02-2010            | 2               | 43           | Platina                     |
| Alles met je delen                                                  | 02-03-2012            | 10-03-2012            | 1(1wk)          | 30           | Goud                        |
| Oud & vertrouwd                                                     | 28-10-2013            | 02-11-2013            | 5               | 19           |                             |
| 10 Jaar (de grootste hits tot nu toe)                               | 06-11-2015            | 14-11-2015            | 14              | 12           | Verzamelalbum               |
| Tijdloos                                                            | 21-10-2016            | 29-10-2016            | 15              | 7            |                             |
| Muziek is ons leven                                                 | 15-09-2017            | 23-09-2017            | 16              | 4            | als deel van Echte Vrienden |

| Album met hitnotering(en) in de Vlaamse Ultratop 200 albums | Datum van verschijnen | Datum van binnenkomst | Hoogste positie | Aantal weken | Opmerkingen   |
| ----------------------------------------------------------- | --------------------- | --------------------- | --------------- | ------------ | ------------- |
| Alles met je delen                                          | 02-03-2012            | 10-03-2012            | 14              | 26           |               |
| Oud & vertrouwd                                             | 28-10-2013            | 09-11-2013            | 19              | 11           |               |
| 10 Jaar (de grootste hits tot nu toe)                       | 06-11-2015            | 14-11-2015            | 111             | 5            | Verzamelalbum |
| Tijdloos                                                    | 21-10-2016            | 29-10-2016            | 68              | 4            |               |

### Singles
| Single met eventuele hitnotering(en) in de Nederlandse Top 40 | Datum van verschijnen | Datum van binnenkomst | Hoogste positie | Aantal weken | Opmerkingen                                                                 |
| ------------------------------------------------------------- | --------------------- | --------------------- | --------------- | ------------ | --------------------------------------------------------------------------- |
| Samen op het strand                                           | 2007                  | -                     |                 |              | Nr. 82 in de Single Top 100                                                 |
| Jij denkt maar dat jij alles mag van mij                      | 2008                  | -                     |                 |              | Nr. 32 in de Single Top 100                                                 |
| Komt er voor mij dan ook 'n dag                               | 2008                  | -                     |                 |              | Nr. 14 in de Single Top 100                                                 |
| Lieveling                                                     | 2009                  | -                     |                 |              | Nr. 22 in de Single Top 100                                                 |
| Nee, niet zeggen hoe ik leven moet                            | 2009                  | -                     |                 |              | Nr. 27 in de Single Top 100                                                 |
| Ik mis je                                                     | 08-01-2010            | 30-01-2010            | tip2            | -            | Nr. 4 in de Single Top 100                                                  |
| Altijd te laat naar bed                                       | 23-04-2010            | -                     |                 |              | Nr. 10 in de Single Top 100                                                 |
| Lach en leef je dromen                                        | 13-08-2010            | -                     |                 |              | Nr. 18 in de Single Top 100                                                 |
| Kom terug bij mij                                             | 27-11-2010            | -                     |                 |              | Nr. 28 in de Single Top 100                                                 |
| Morgen is pas morgen                                          | 15-04-2011            | -                     |                 |              | Nr. 1 in de Single Top 100                                                  |
| Laat me nooit alleen                                          | 12-01-2012            | -                     |                 |              | Nr. 12 in de Single Top 100                                                 |
| In ons café                                                   | 07-05-2012            | -                     |                 |              | met Django Wagner / Nr. 29 in de Single Top 100                             |
| Ga maar vast slapen                                           | 19-10-2012            | -                     |                 |              | Nr. 20 in de Single Top 100                                                 |
| Koningslied                                                   | 19-04-2013            | 27-04-2013            | 2               | 4            | als onderdeel van Nationaal Comité Inhuldiging / Nr. 1 in de Single Top 100 |
| Blijf vannacht bij mij                                        | 2013                  | -                     |                 |              | Nr. 13 in de Single Top 100                                                 |
| Huil niet om mij                                              | 2013                  | -                     |                 |              | Nr. 17 in de Single Top 100                                                 |
| De allerlaatste is van mij                                    | 2014                  | -                     |                 |              | Nr. 37 in de Single Top 100                                                 |
| Frans Duits / De Leeuwendans                                  | 2021                  | 10-04-2021            | 19              | 14           | met Donnie / Nr. 10 in de Single Top 100                                    |
| Koffie of thee                                                | 2023                  | 14-01-2023            | tip18           | -            | met Donnie                                                                  |

| Single met hitnotering(en) in de Vlaamse Ultratop 50 | Datum van verschijnen | Datum van binnenkomst | Hoogste positie | Aantal weken | Opmerkingen                                    |
| ---------------------------------------------------- | --------------------- | --------------------- | --------------- | ------------ | ---------------------------------------------- |
| Jij denkt maar dat jij alles mag van mij             | 2008                  | 26-11-2011            | tip79           | -            |                                                |
| Koningslied                                          | 2013                  | 11-05-2013            | 41              | 1            | als onderdeel van Nationaal Comité Inhuldiging |
| Blijf vannacht bij mij                               | 2013                  | 31-08-2013            | tip74           | -            |                                                |
| Huil niet om mij                                     | 2013                  | 02-11-2013            | tip67           | -            |                                                |

## Trivia
In 2015 verving hij Jan Smit eenmalig als presentator van het Sterren Muziekfeest op het plein vanwege het overlijden van Jaap Buijs, de manager van Jan Smit. Duijts nam het muziekfeest in Heerenveen over dat in de week van het overlijden van Jaap Buijs werd opgenomen, omdat Jan Smit het in die week niet gepast vond om op een plein vol hossende mensen te staan.